# Catocala rosa
Catocala rosa là một loài bướm đêm trong họ Erebidae.